# Stillington
Stillington is een civil parish in het bestuurlijke gebied Hambleton, in het Engelse graafschap North Yorkshire.

## Geboren
- Anthony Carlisle (1768-1840), chirurg en wetenschapper

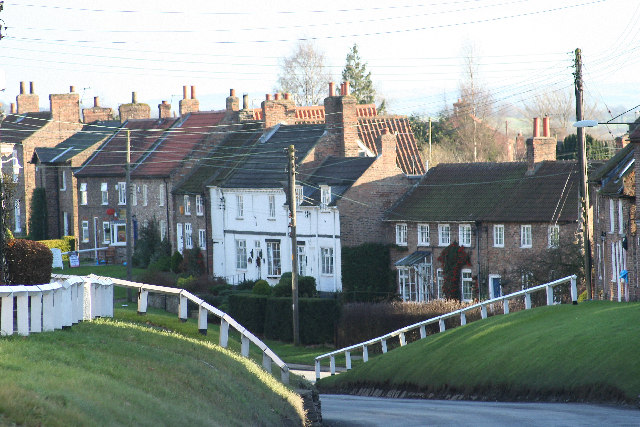
Stillington